# Montfermier
Montfermier (okzitanisch: Montfermièr) ist eine französische Gemeinde mit 109 Einwohnern (Stand: 1. Januar 2022) im Département Tarn-et-Garonne in der Region Okzitanien (bis 2015: Midi-Pyrénées). Sie gehört zum Arrondissement Montauban und ist Teil des Kantons Quercy-Aveyron (bis 2015: Kanton Montpezat-de-Quercy). Die Einwohner werden Fermier-Montois genannt.

## Geographie
Montfermier liegt etwa 22 Kilometer nordnordöstlich von Montauban. Umgeben wird Montfermier von den Nachbargemeinden Castelnau Montratier-Sainte Alauzie mit Castelnau-Montratier im Norden und Nordwesten, Saint-Paul-Flaugnac mit Saint-Paul-de-Loubressac im Nordosten, Montpezat-de-Quercy im Osten sowie Molières im Süden und Westen.

## Bevölkerungsentwicklung
| Jahr      | 1962 | 1968 | 1975 | 1982 | 1990 | 1999 | 2006 | 2013 |
| --------- | ---- | ---- | ---- | ---- | ---- | ---- | ---- | ---- |
| Einwohner | 231  | 233  | 212  | 192  | 174  | 163  | 167  | 104  |